# Psoroma
Psoroma — рід лишайників родини Pannariaceae. Назва вперше опублікована 1803 року.

## Галерея

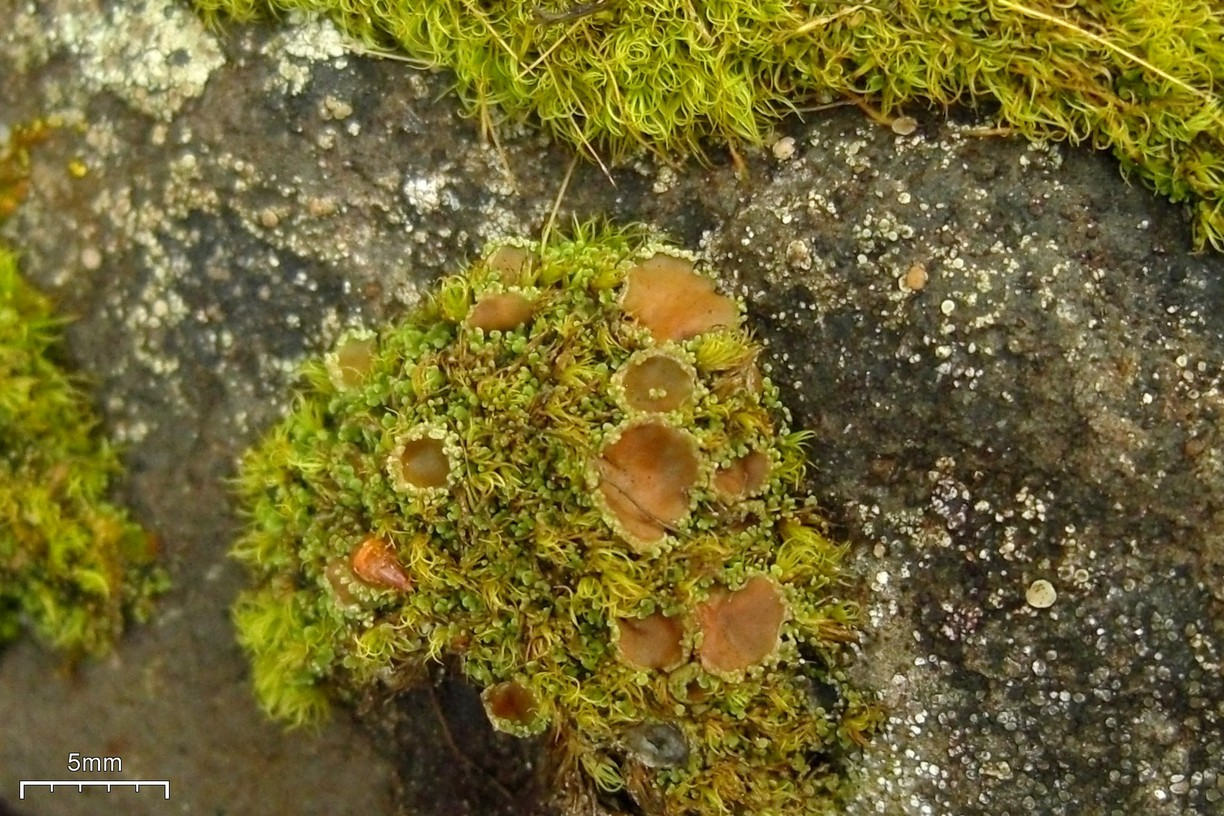
Psoroma hypnorum